# Ibrahim Al-Ghanim
Ibrahim Al-Ghanim (27 giugno 1983) è un calciatore qatariota, difensore dell'Al-Bidda e della Nazionale qatariota.
Nasce come difensore centrale, però può giocare anche come terzino destro o sinistro.
Ha totalizzato 166 presenze con la maglia dell' Al-Ghafara segnando 4 reti. In nazionale ha totalizzato 44 presenze segnando un solo gol